# Bošilec
Bošilec (německy Borschiletz) je obec ležící v okrese České Budějovice v Jihočeském kraji, zhruba 6 km jihozápadně od Veselí nad Lužnicí a 25 km severovýchodně od Českých Budějovic. Žije zde 220 obyvatel.
V rozsáhlé rovině jižně od Veselí nad Lužnicí je vklíněna mezi rybníky Horusický a Bošilecký obec Bošilec, která patřívala Rožmberkům. Obec i s okolím je začleněna do CHKO Třeboňsko. Bošilecký rybník je v písemných záznamech uváděn už ve 14. století. Svou rozlohou přesahující 200 ha patří na Třeboňsku k jednomu z největších a navíc má, podle odborníků, nejlepší výnosy ryb. Roku 1520 jej Štěpánek Netolický napojil Zlatou stokou na soustavu rybníků Třeboňského panství.
Bošilec je od roku 1990 vyhlášen vesnickou památkovou zónou. Významnou historickou památkou je kostel sv. Martina. Prošel mnoha stavebními úpravami, při nichž byl objeven letopočet 1210.[zdroj?] V 18. století byla do jeho interiéru umístěna rokoková kazatelna z postříbřeného dřeva, která má podobu mohutné velryby. Byla sem přenesena ze zrušeného kostela sv. Barbory u Třeboně.

## Příroda

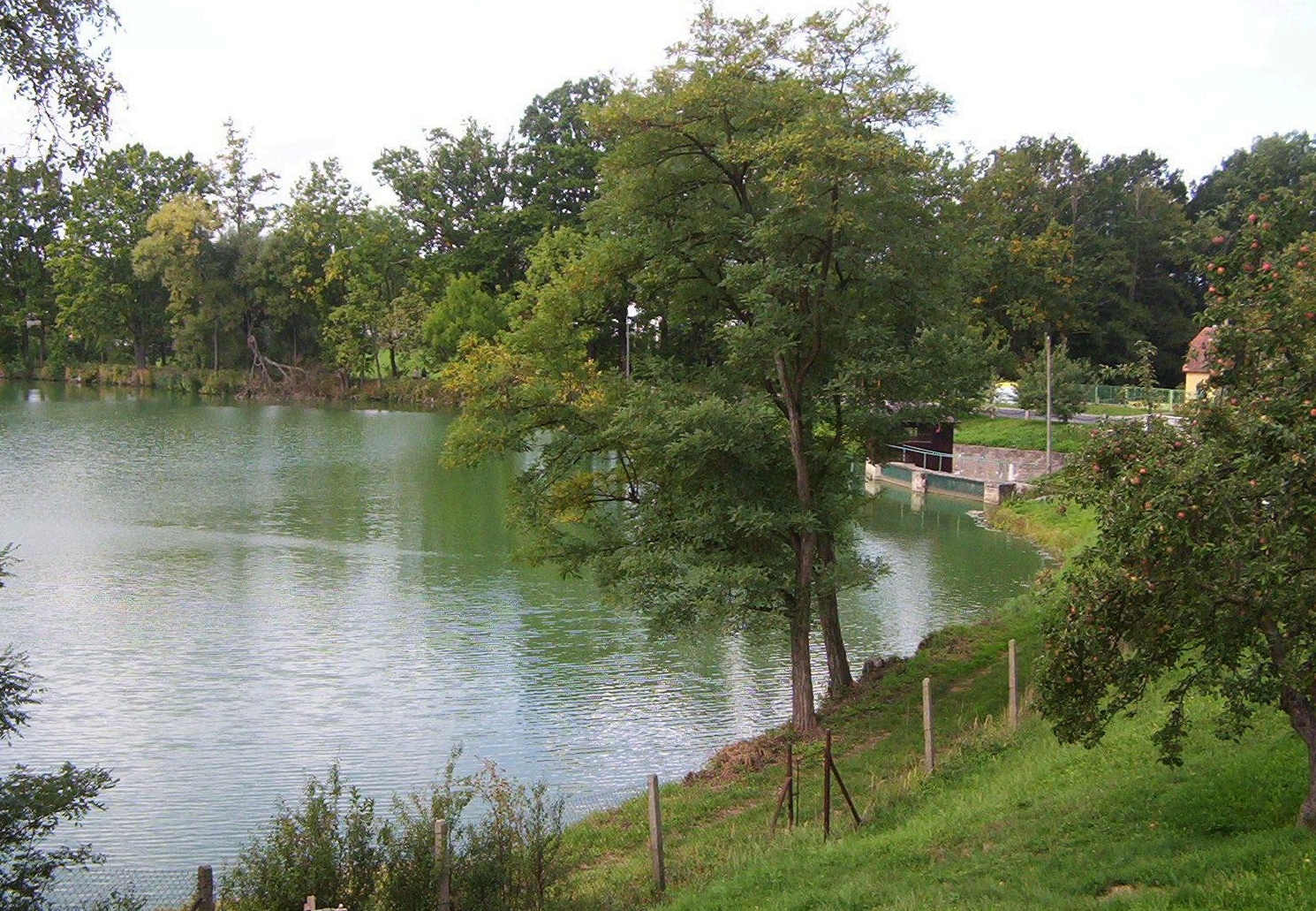
Bošilecký rybník

Obec se nachází v Chráněné krajinné oblasti a Biosférické rezervaci Třeboňsko a přírodní zázemí obce je jedno z nejhodnotnějších v celé oblasti. Dva velké rybníky s množstvím nepřístupných rákosin a ostřic skýtají útočiště řadě rostlin a živočichů, kteří jinde vymizeli. I rozsáhlé jehličnaté lesy, směrem na Ponědrážku, nebo louky a pole v okolí rybníků jsou velmi zajímavé z přírodovědného hlediska.
Nejcennější jsou však chráněná území. Na východě katastru obce se nachází část Národní přírodní památky Ruda, kterou tvoří přechodové rašeliniště. V jeho prameništích se zachovala velmi cenná reliktní společenstva s řadou druhů rostlin významných pro celé Čechy. Například jsou zde největší české populace kriticky ohrožených druhů ostřice šlahounovité (Carex chordorrhiza) a suchopýru štíhlého (Eriophorum gracile). Ruda je také jediným místem v jižních Čechách, kde roste vzácná orchidej hlízovec Loeselův (Liparis loeselii).
Jen několik set metrů severně od obce se rozkládá u rybníka Horusický velký (438 ha) Přírodní rezervace Horusická blata. V rozsáhlých nepřístupných rákosových a ostřicových plochách roste například kriticky ohrožený pryskyřník veliký (Ranunculus lingua) nebo na podmáčených loukách všivec bahenní (Pedicularis palustris). V rákosinách hnízdí velmi vzácná sýkořice vousatá (Panurus biarmicus), cvrčilka slavíková (Locustella luscinoides) nebo slavík modráček (Luscinia svecica).
Sám rybník Bošilecký, který je součástí obce, svým přirozeným potenciálem přitahuje velké množství vodních ptáků v době jejich jarního a podzimního tahu, řada z nich zde i hnízdí. Proto rybník patří na Třeboňsku mezi nejvýznamnější z hlediska ptačí oblasti Třeboňsko. V zimě se na zamrzlém rybníce s oblibou zdržují naši největší dravci – orli mořští (Haliaeetus albicilla). Ty můžeme vidět kroužit nad rybníkem i na jaře a v létě, protože hnízdí v okolních lesích. Velmi cenná je kolonie kvakoše nočního (Nycticorax nycticorax) a rybáka obecného (Sterna hirundo) na ostrůvcích v rybníku. Na ostrůvcích hnízdí i řada jiných vodních ptáků, zvláště kachen a hus. V několika posledních letech se plocha ostrůvků zmenšuje, dochází k jejich rozplavování a kolonie těchto chráněných druhů ptáků jsou ohroženy. Ve spolupráci s Rybářstvím Třeboň a.s. provádí Správa CHKO Třeboňsko přihrnování rybničního dna k ostrovům, aby zcela nezanikly.

## Historie

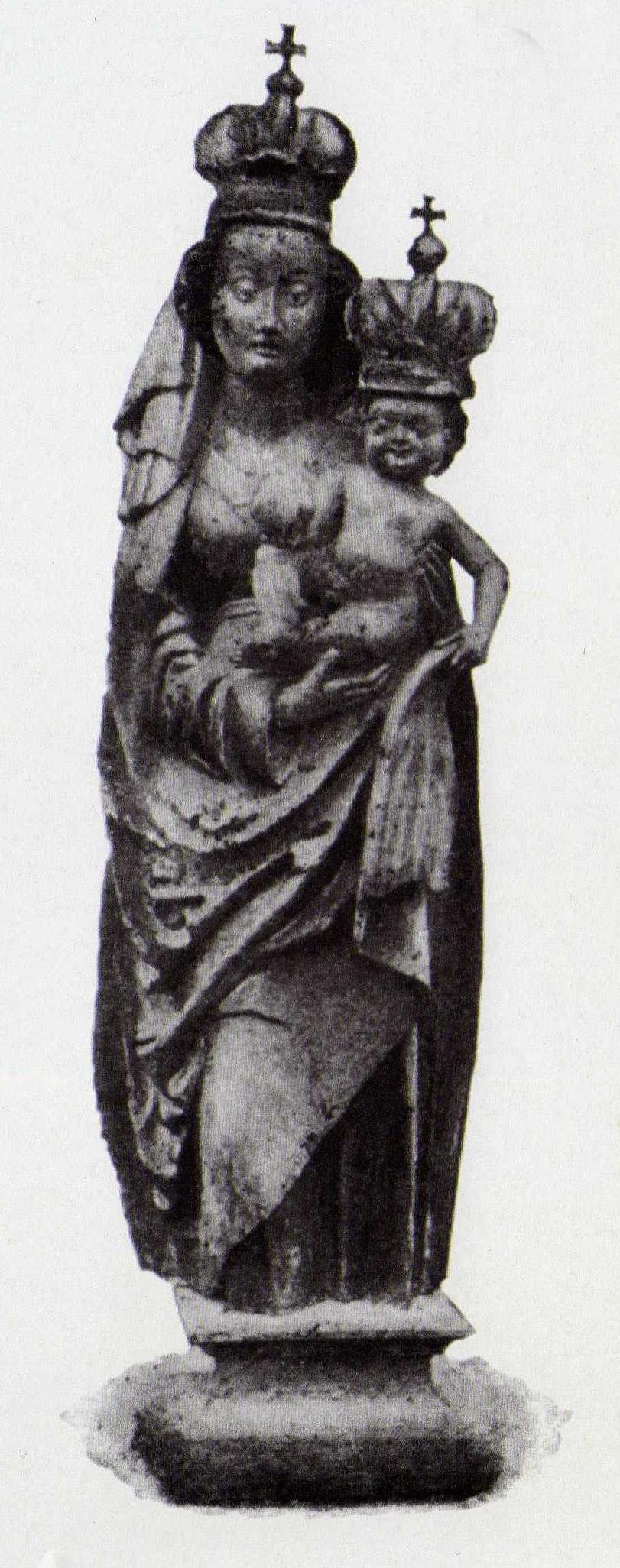
Madona z Bošilce

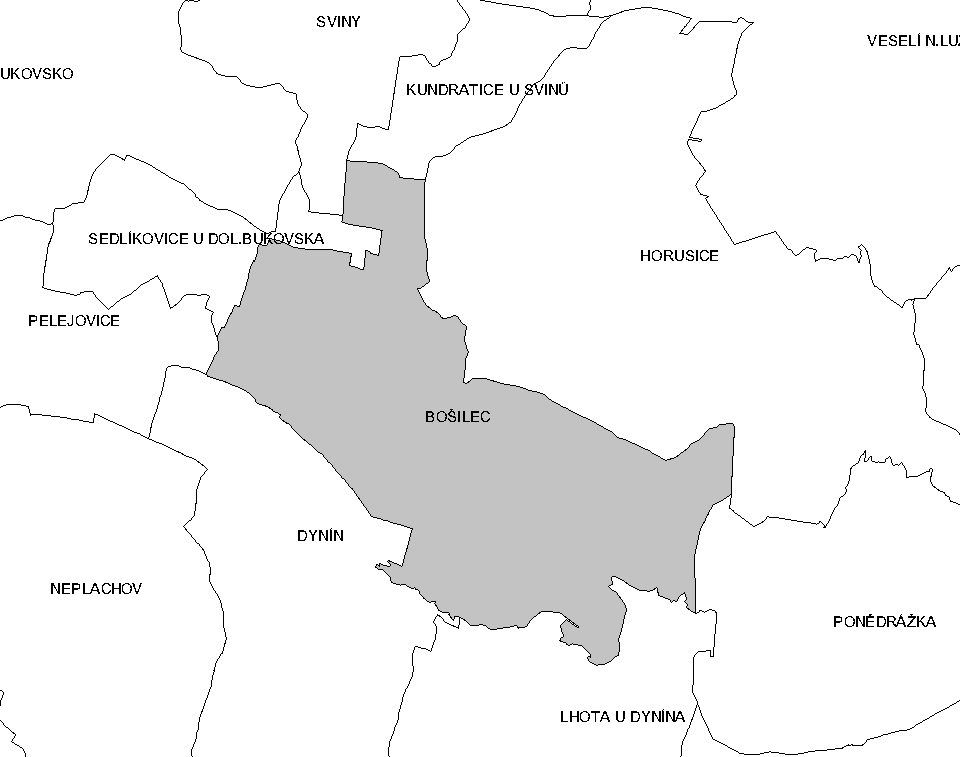
Katastrální území Bošilce

Bošilec je sice stranou od hlavních cest, ale jeho kostel je vidět do daleka. A i ten, kdo neví o tomto kraji nic, zná písničku o bošileckém mostku. Vede přes něj cesta ze vsi ke gotickému kostelu sv. Martina ze 14. století a přilehlé barokní faře. V kostele je proslulá kazatelna ve tvaru velryby přenesená sem roku 1786 ze zrušeného kostela sv. Barbory, stojícího uprostřed třeboňských lesů. V Česku se kazatelny obdobného provedení kromě Bošilce dochovaly pouze v kostele sv. Jakuba v Kratonohách a kostele Narození Panny Marie v Mnichovicích. Věž z roku 1836 nahradila původní dřevěnou zvonici.
Ves se připomíná již roku 1318 (Bossulecz) a její dějiny jsou spjaty s osudy pánů z Růže. Po Vítkovcích přešla do držení Rožmberků a stala se součástí panství spravovaného z tvrze v Dolním Bukovsku. K třeboňskému panství byl Bošilec přičleněn v 1. polovině 15. století. V čele vesnice stál rychtář, který zastupoval majitele panství a hájil ve vsi jeho zájmy. Bošilec se postupem času rozrůstal a v polovině 16. století se hospodařilo již na 23 usedlostech, ves měla i svého kováře a tři krčmy.
Velkou pohromou se pro Bošilec stala třicetiletá válka. Protahující vojska ničila úrodu, plenila a vypalovala statky. V roce 1625 je Bošilec uváděn jako zcela pustý a vypálený. Válka znamenala pro Bošilec také zrušení samostatné farnosti. Vojáci vyplenili kostel, bošilecká farnost zůstala bez kněze a roku 1635 byla připojena k farnosti veselské, znovu obnovena pak až v roce 1703.
Od roku 1660 se na další dvě století stali majiteli Bošilce Schwarzenbergové. Vesnice se pomalu obnovovala a rostl počet jejích obyvatel. Po zrušení poddanství tvořil Bošilec od roku 1850 část obce Borkovice, již roku 1854 se však osamostatnil. V období od 1. dubna 1976 do 23. listopadu 1990 byl Bošilec začleněn pod obec Dynín, poté je znovu samostatnou obcí.
Dnes má Bošilec katastrální území o rozloze 958 ha a okolo 200 obyvatel. V obci se nacházejí hodnotné a památkově chráněné objekty, např. sýpka u čp. 9 ze druhé poloviny 19. století, čp. 13 z let 1849 až 1852, čp. 21 z doby kolem roku 1850, kostel sv. Martina, původně ze 14. století, opraven roku 1703.
| Rok            | 1869 | 1880 | 1890 | 1900 | 1910 | 1921 | 1930 | 1950 | 1961 | 1970 | 1980 | 1991 | 2001 |
| -------------- | ---- | ---- | ---- | ---- | ---- | ---- | ---- | ---- | ---- | ---- | ---- | ---- | ---- |
| Počet obyvatel | 459  | 489  | 460  | 458  | 465  | 438  | 461  | 299  | 317  | 280  | 267  | 217  | 192  |
| Počet domů     | 58   | 61   | 65   | 64   | 70   | 70   | 80   | 83   | 77   | 75   | 78   | 90   | 91   |

## Zajímavosti

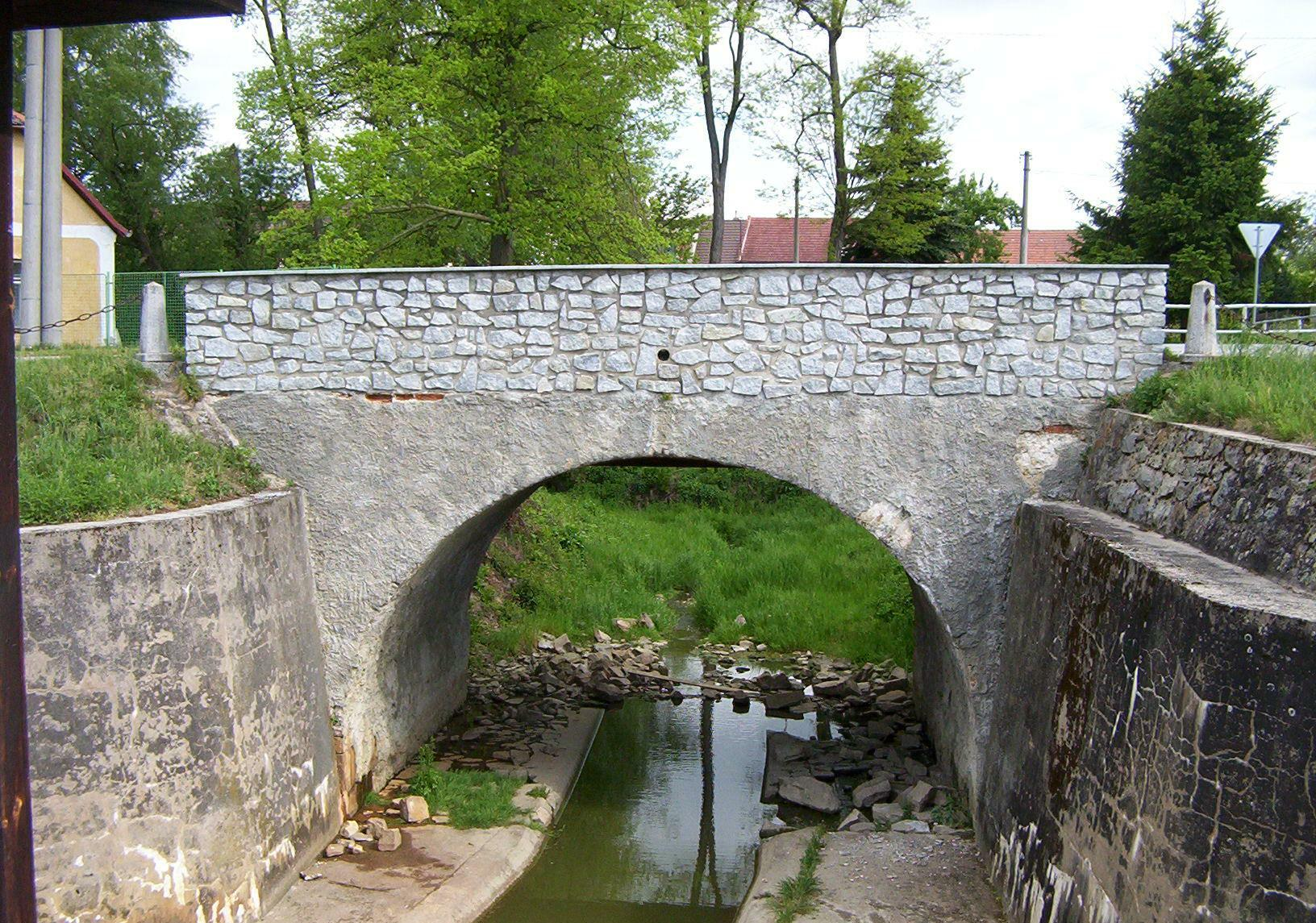
Bošilecký mostek

Přes svou nevelkou rozlohu vešla obec do širšího povědomí svým mostkem přes výpusť Bošileckého rybníka, který je opěvován v žertovné lidové písni „Na tom bošileckym mostku“, která vznikla v dobách, kdy se sem panstvo z Třeboně jezdilo bavit a mimo jiné i hrát vrhcáby, čili kostky.

## Pamětihodnosti
- Kostel svatého Martina
- Usedlosti čp. 8, 9, 13 a 21

## Osobnosti
- Miroslav Kubeš (1927–2008),  filosof a fotograf

- František Svobodný (1899–1975), malíř

## Galerie

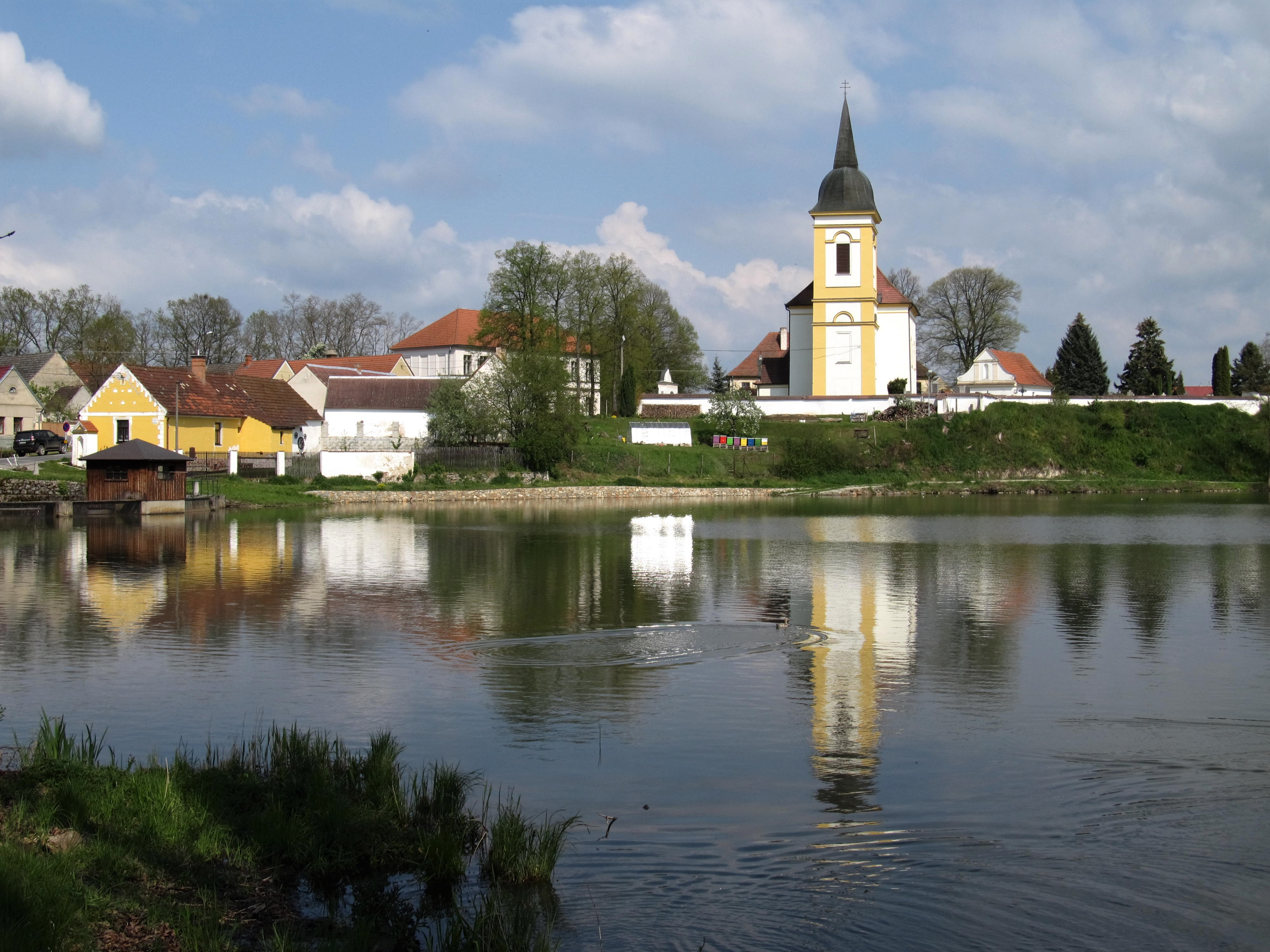
Pohled přes Bošilecký rybník ke kostelu sv. Martina
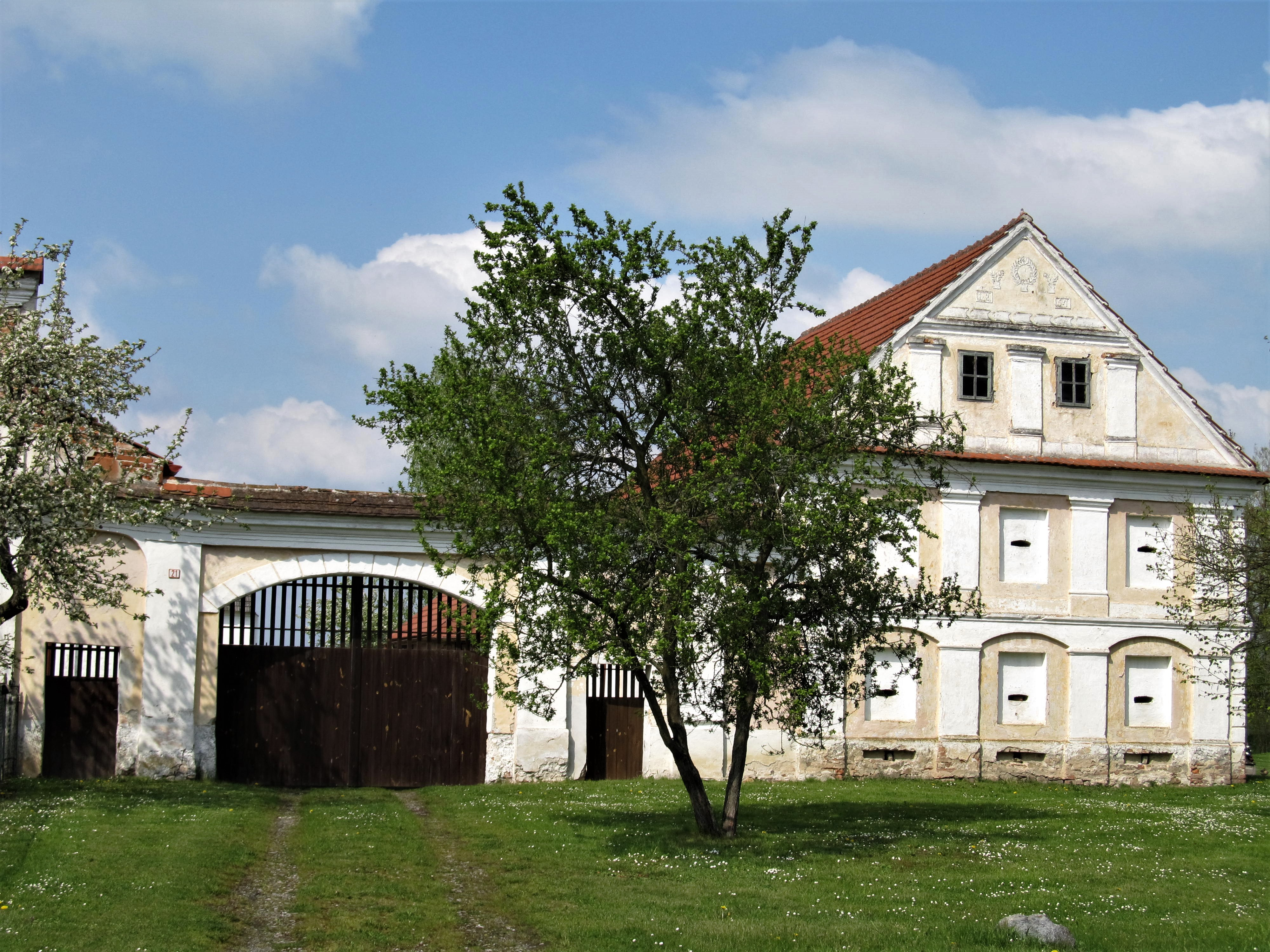
Usedlost č.p. 21
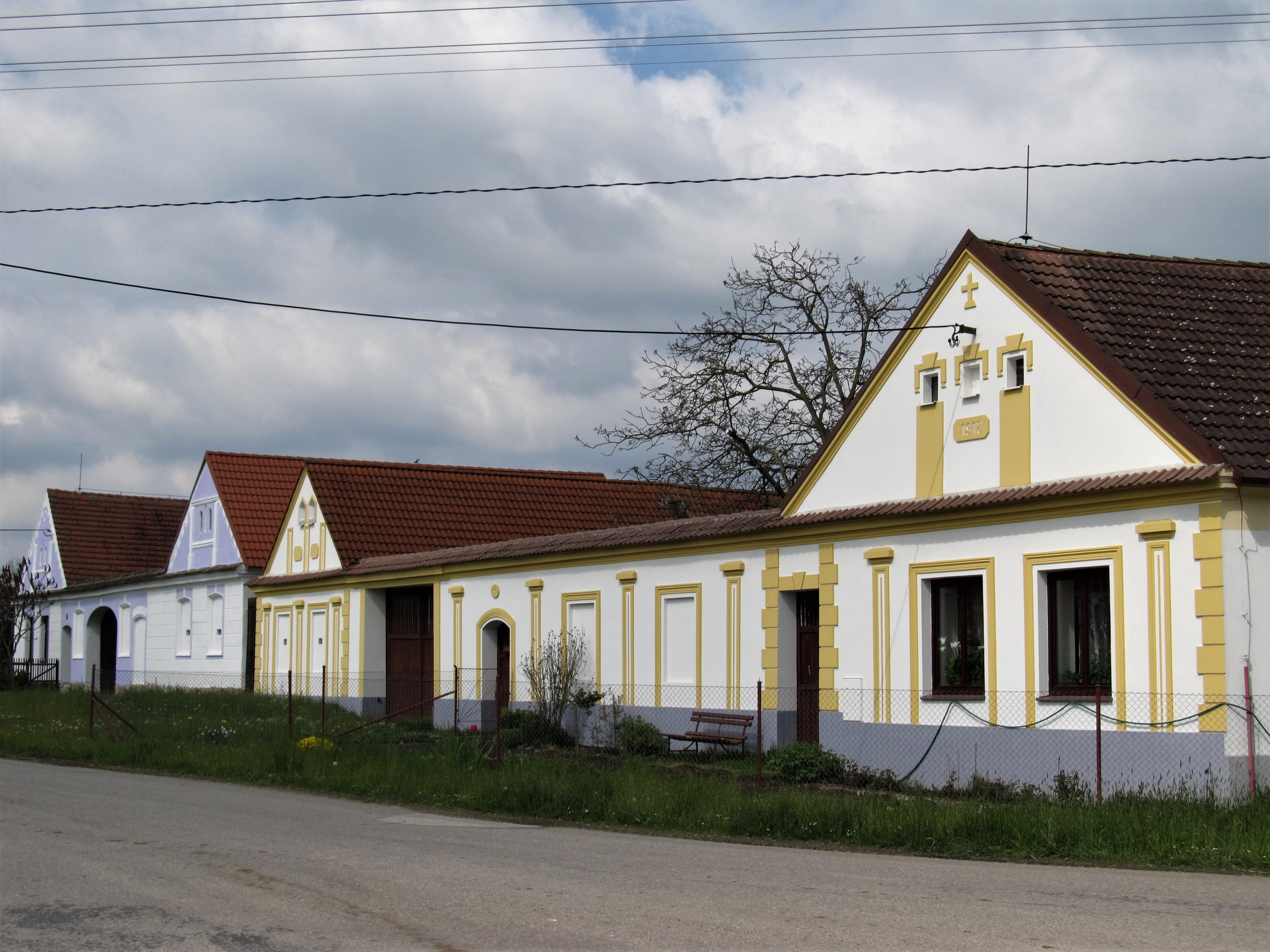
Náves v Bošilci
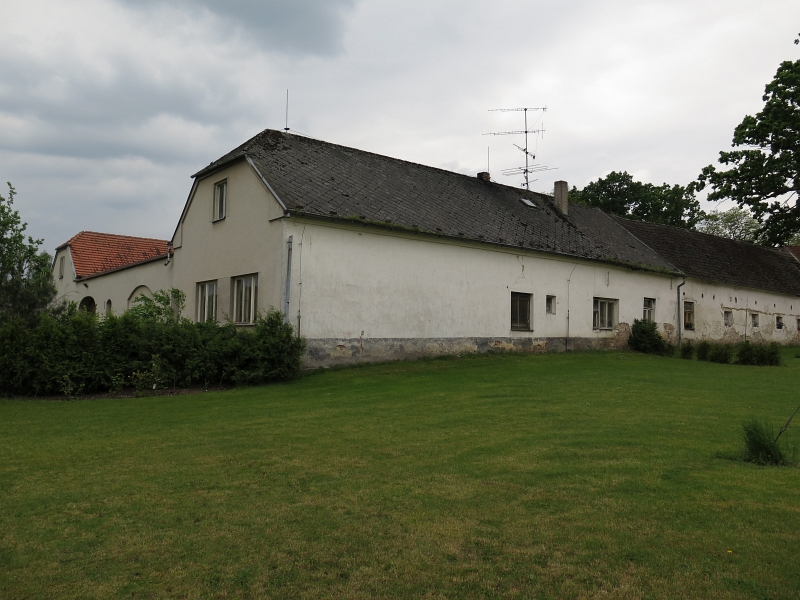
Bošilec, usedlost čp. 8
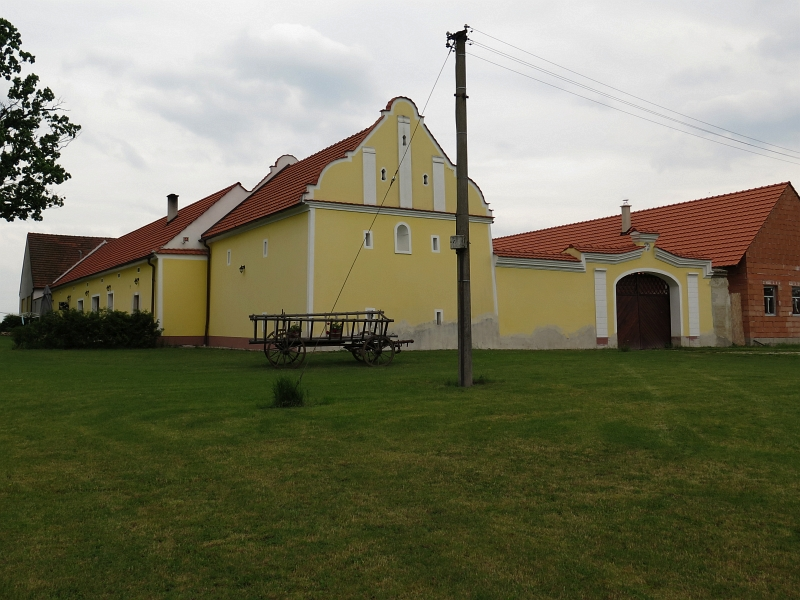
Bošilec, usedlost čp. 9
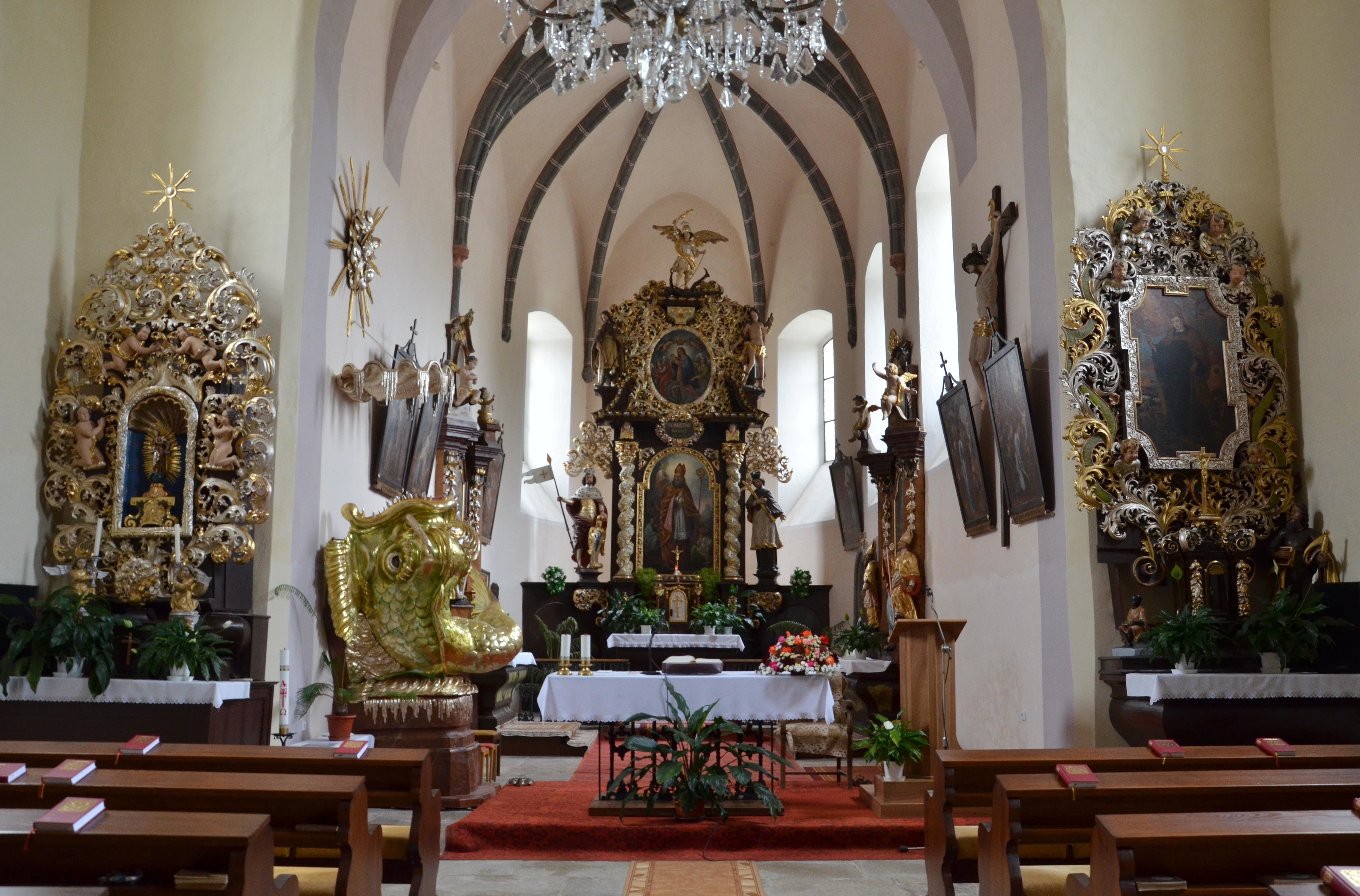
Interiér kostela sv. Martina s kazatelnou ve tvaru velryby
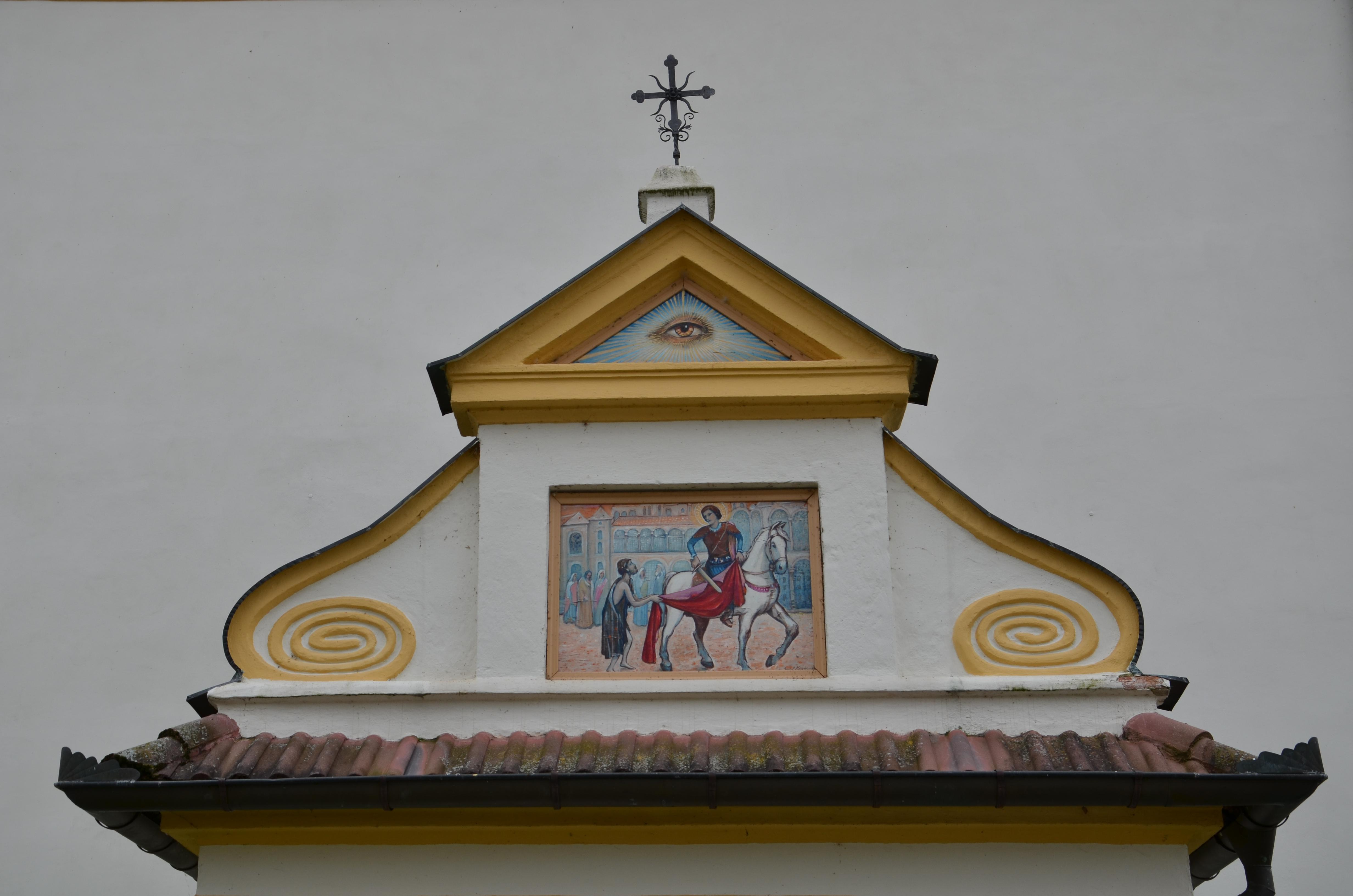
Supraporta kostela sv. Martina
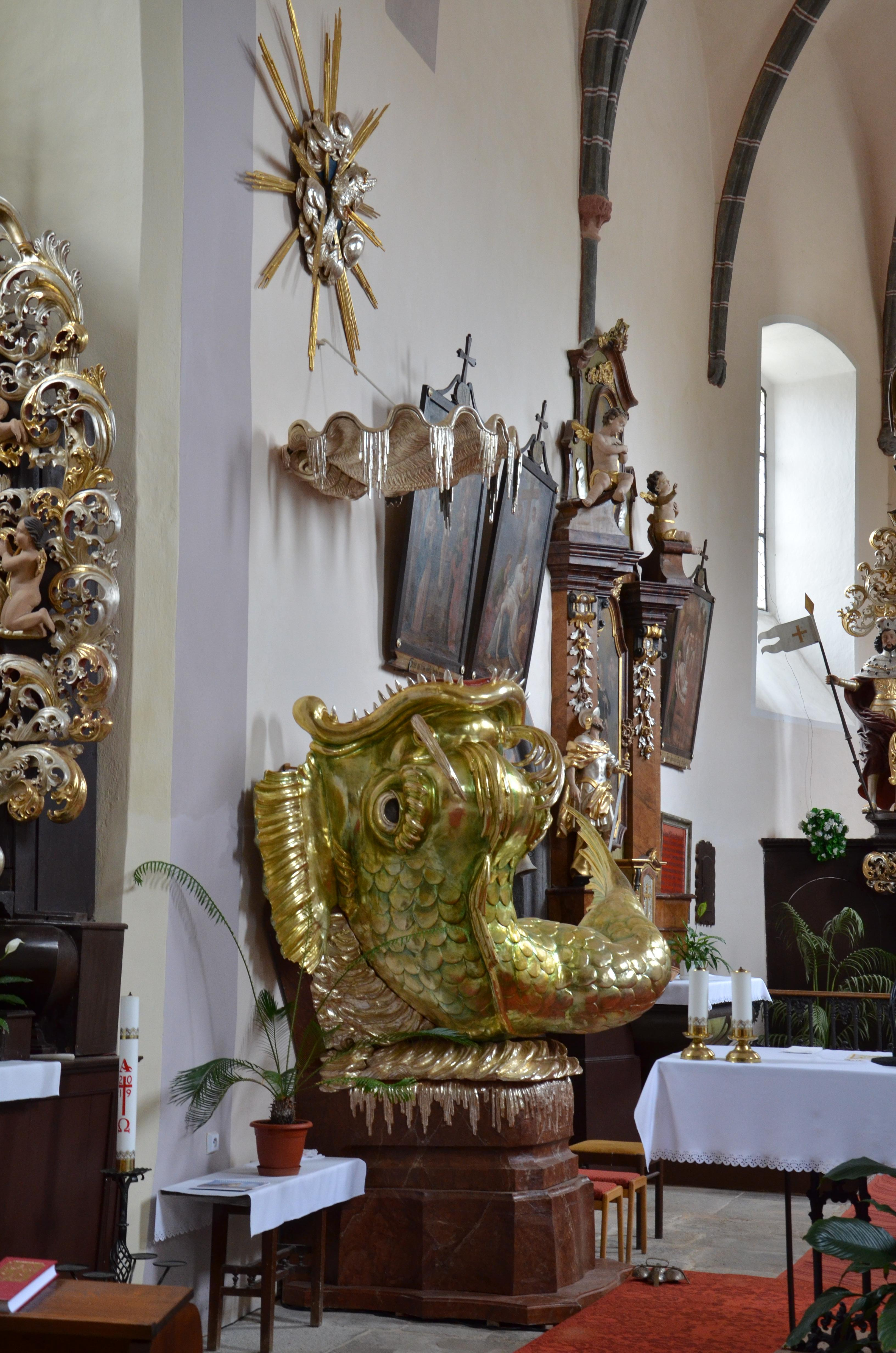
Kazatelna ve tvaru Jonášovy velryby